# Pozuelos del Rey
Pour les articles homonymes, voir Pozuelos.
Ne doit pas être confondu avec Pozuelo del Rey.
Pozuelos del Rey est un village de la commune de Villada dans la comarque de Tierra de Campos de la province de Palencia dans la communauté autonome de Castille-et-León en Espagne.
Le village est traversé par une variante du Camino francés du Pèlerinage de Saint-Jacques-de-Compostelle, qui passe auparavant par le chef-lieu de la commune.
Il ne faut pas le confondre avec Pozuelo del Rey (sans « s » final), une commune proche de Madrid.

## Culture et patrimoine

### Pèlerinage de Compostelle
Sur le Camino francés du Pèlerinage de Saint-Jacques-de-Compostelle, on vient de Villada, par la variante sud au départ de Carrión de los Condes.
La prochaine halte est Grajal de Campos, en continuant sur la même variante sud qui remonte depuis Villada vers Sahagún.

### Sources et bibliographie
- (es) Cet article est partiellement ou en totalité issu de l’article de Wikipédia en espagnol intitulé « Pozuelos del Rey » (voir la liste des auteurs).
- Grégoire, J.-Y. & Laborde-Balen, L. , « Le Chemin de Saint-Jacques en Espagne - De Saint-Jean-Pied-de-Port à Compostelle - Guide pratique du pèlerin », Rando Éditions, mars 2006,  (ISBN 2-84182-224-9)
- « Camino de Santiago  St-Jean-Pied-de-Port - Santiago de Compostela », Michelin et Cie, Manufacture Française des Pneumatiques Michelin, Paris, 2009,  (ISBN 978-2-06-714805-5)
- « Le Chemin de Saint-Jacques Carte Routière », Junta de Castilla y León, Editorial Everest